# Tuyến phòng thủ Siegfried

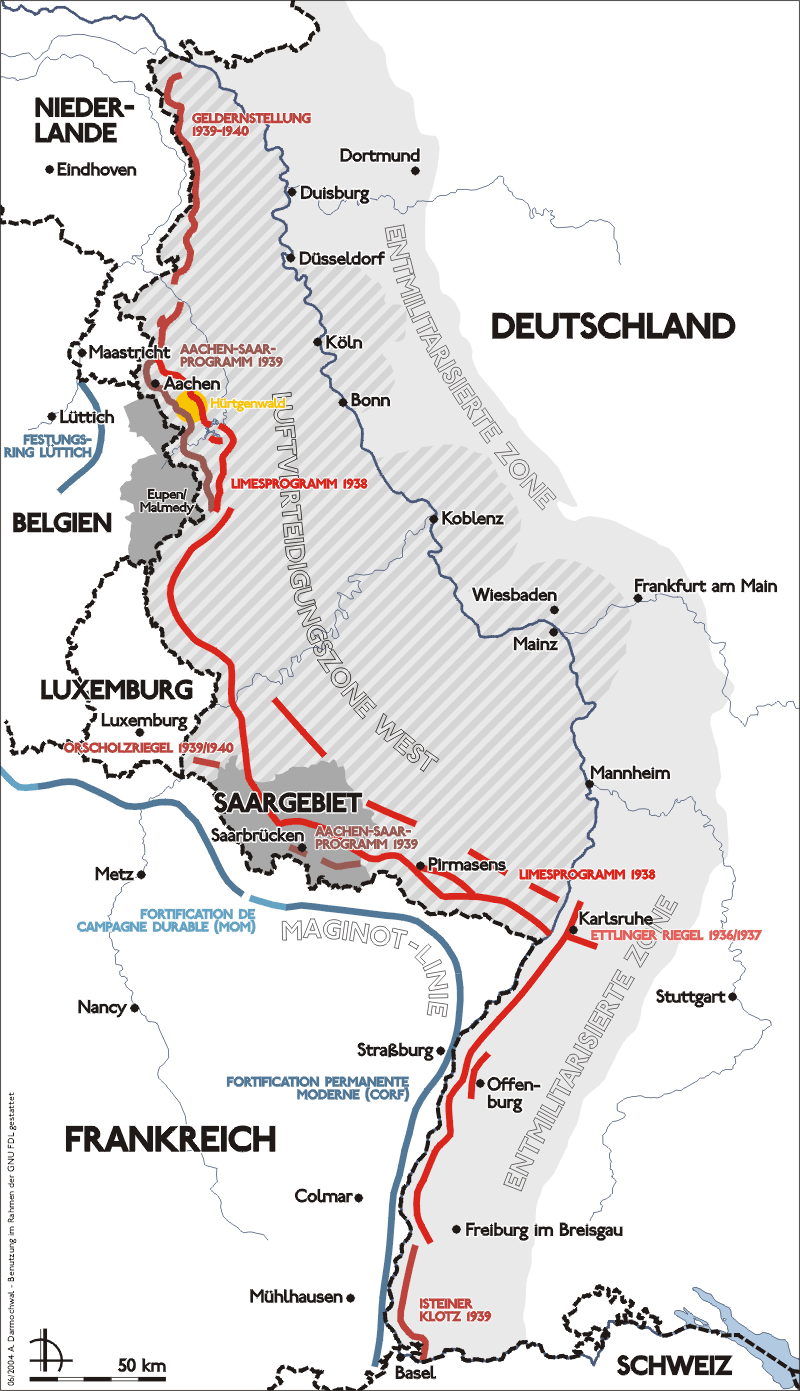
Bản đồ tuyến phòng thủ Siegfried

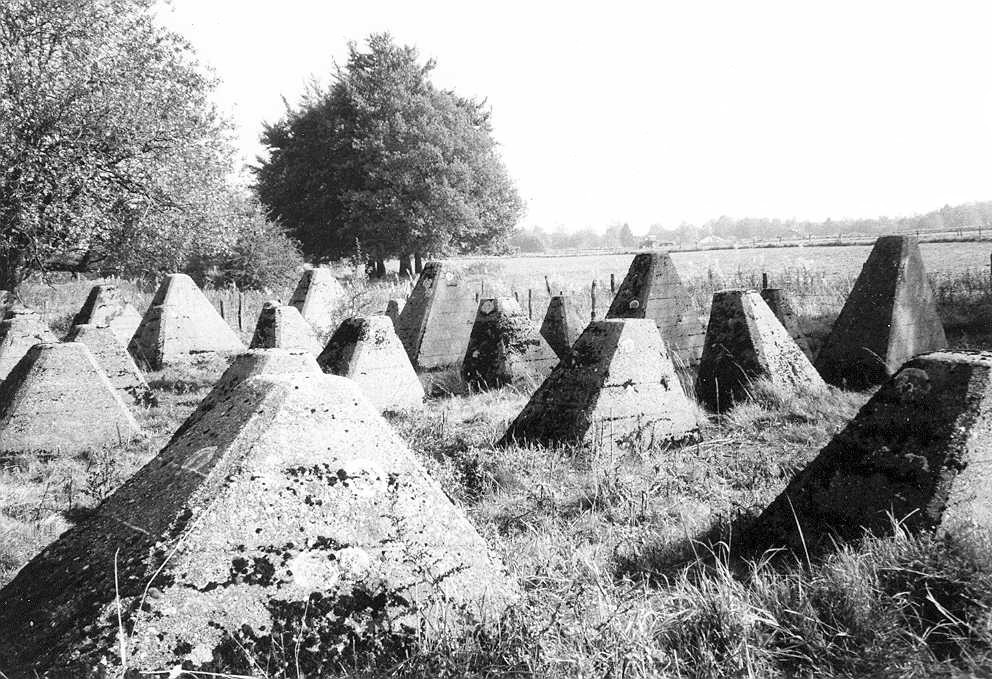
Các ụ chống tăng

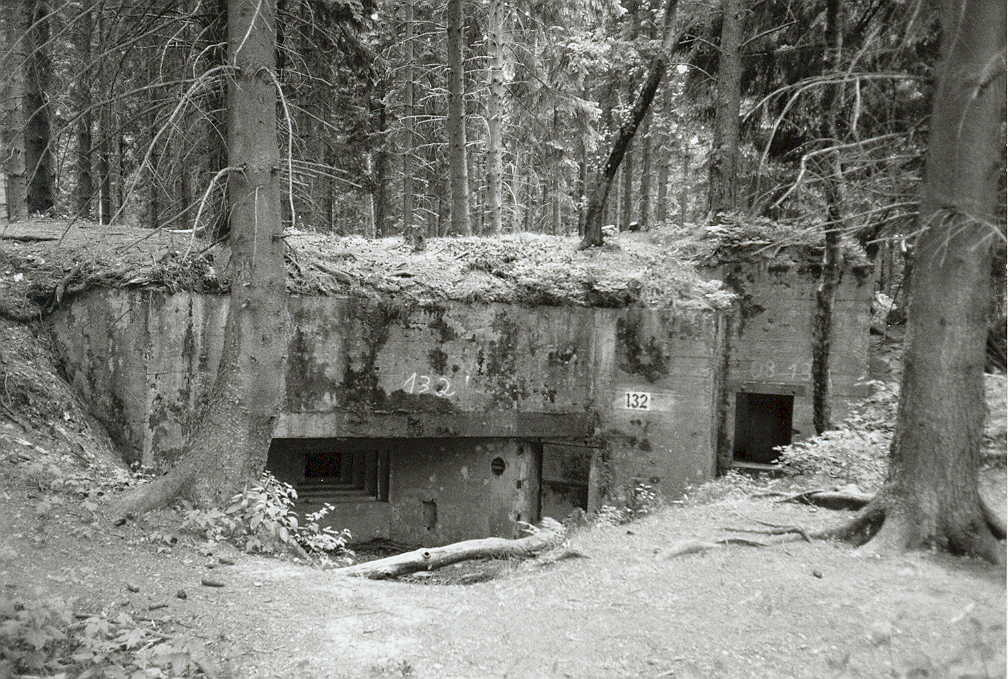
Phía sau một lô cốt của tuyến Siegfried

Tuyến phòng thủ Siegfried (tiếng Đức: Siegfriedstellung) đầu tiên là một hệ thống phòng thủ nối kết nhiều lô cốt và hào chống tăng do quân đội Đức xây dựng khu miền Bắc đất Pháp, là một phần của tuyến phòng thủ Hindenburg trong Chiến tranh thế giới thứ nhất. Tên của tuyến phòng thủ này được đặt theo vị anh hùng giết rồng nổi tiếng Siegfried trong thần thoại Bắc Âu.
Trong Chiến tranh thế giới thứ hai, từ tiếng Anh Siegfried line thường dùng để chỉ một tuyến phòng thủ tương tự do quân Đức xây vào thập niên 1930 đối lại với tuyến phòng thủ Maginot của Pháp. Tuyến phòng thủ này chạy dài 630 km gồm 18000 lô cốt, đường hầm, và hào chống tăng, từ Kleve gần biên giới Hà Lan dọc biên giới của Đế quốc Đức xuống tận làng Weil am Rhein gần biên giới Thụy Sĩ.